# U-515
U-515 — большая океанская германская подводная лодка типа IX-C, времён Второй мировой войны.
Заказ на постройку лодки был отдан судостроительной компании «Дойче Верке» в Гамбурге 14 февраля 1940 года. Лодка была заложена 8 мая 1941 года под строительным номером 311, спущена на воду 2 декабря 1941 года, 21 февраля 1942 года под командованием оберлейтенанта Вернера Хенке вошла в состав учебной 4-й флотилии. 1 сентября 1942 года вошла в состав 10-й флотилии.
Лодка совершила 7 боевых походов, в которых потопила 21 судно (131 769 брт), потопила 2 вспомогательных военных корабля (19 277 брт), повредила одно судно (6 034 брт), повредила один военный корабль (1 920 тонн), непоправимо повредила одно судно (4 668 брт), непоправимо повредила один военный корабль (1 350 тонн).
9 апреля 1944 года потоплена в центральной Атлантике, к северу от Мадейры в районе с координатами 34°35′ с. ш. 19°18′ з. д. ракетами с самолётов типов «Эвенджер» и «Уайлдкет» из авиагруппы эскортного авианосца USS Guadalcanal и глубинными бомбами с американских эскортных эсминцев USS Pope, USS Pillsbury, USS Chatelain и USS Flaherty. 16 членов экипажа погибли, 44 спаслись.
Выжившие были подобраны и доставлены на авианосец «Гуадалканал». Среди них был и капитан лодки, Вернер Хенке. В июне 1944 года он был убит при попытке к бегству из секретного центра допросов, известного как P.O. Box 1142 в Форт Хант, Вирджиния, где его содержали в качестве военнопленного.